# Super Pippo
Super Pippo (Super Goof) è un personaggio dei fumetti alter ego supereroistico di Pippo creato nel 1965 ed esordito sulla testata omonima lo stesso anno. Dopo aver mangiato un particolare tipo di nocciolina americana, Pippo si trasforma in Super Pippo.

## Storia editoriale

### Genesi del personaggio
La Western, casa editrice che negli anni sessanta deteneva i diritti di pubblicazione delle storie con i personaggi della Walt Disney era solita realizzare albi stagionali o uscite speciali spesso dedicati a particolari personaggi; è in questo modo, per esempio, che era esordito negli anni '50 l'albo Uncle Scrooge (dedicato a zio Paperone). Nel formato di albi stagionali viene proposta a partire dal luglio del 1964 la serie New adventures of the Phantom Blot, durata 7 numeri e incentrata sul personaggio di Macchia Nera; la serie si avvaleva, tra gli altri autori, di Paul Murry, uno dei più importanti disegnatori Disney per i comic book, il quale per il secondo numero della serie (febbraio 1965), realizza un personaggio, su testi di Del Connell, prototipo di Super Pippo: nella storia L'Ultra Pippo contro Macchia Nera, Archimede Pitagorico inventa un nuovo propellente che viene accidentalmente ingurgitato da Pippo; da quel momento in poi egli crede di avere acquisito dei superpoteri, lanciandosi così a testa bassa alla ricerca del pericoloso Macchia Nera; si crea persino un costume, demenziale parodia di quello di Superman, infilandosi una vecchia calzamaglia con una lettera G sopra (S nella versione italiana) e un mantello ricavato da un sacco di patate. Negli Stati Uniti il personaggio viene chiamato Super Goof mentre in Italia si preferisce tradurlo in Ultra Pippo.
Con l'evidente intento di parodiare il personaggio di Superman e più in generale il mondo dei supereroi, il prototipo di Super Pippo piace, e si decide di realizzare una seconda storia, stavolta breve e pubblicata sulla testata Donald Duck, dal titolo Pippo e il male minore, in cui stavolta il goffo amico di Topolino è effettivamente dotato di superpoteri seppur senza alcuna spiegazione, e si evidenzia la sua super-sbadataggine a causa della quale, pur così dotato, finisce per provocare disastri; il personaggio riscuote ormai molto successo, così si decide di varare una nuova testata, Super Goof, che esordisce a ottobre dello stesso anno; la prima storia, sempre disegnata da Paul Murry, è questa volta scritta da Bob Ogle e viene pubblicata in Italia su Topolino n. 540 del 3 aprile 1966, con il titolo di Pippo e i ladroni di Zanzipar. Il costume resta il pigiama rosso di flanella con mantello blu, fatta eccezione per una S (in Italia una P) appuntata sul petto al posto della G, per poi divenire SG (in Italia resta la S); la terza e ultima "versione" del supereroe è quella definitiva, in quanto viene raccontato come antefatto che Pippo un bel giorno ha assaggiato una delle noccioline della particolare varietà che cresce solo nel suo giardino e, incredibilmente, ha acquisito gli stessi superpoteri visti nella storia precedente, come la super-vista, la super-forza, il super-udito e la super-velocità; a questi, nelle storie successive se ne aggiungeranno di nuovi e alquanto assurdi, come una sorta di "vista televisiva" che gli consente di percepire direttamente i programmi trasmessi da una qualsiasi emittente. La parodia di Superman continua affiancando al personaggio una ragazza in costante pericolo, Clarabella, invaghita, come la Lois Lane delle storie di Siegel e Shuster, dell'eroe e non dell'uomo dietro la maschera. Con il crescente successo, al personaggio viene affiancato un giovane assistente: SuperGilberto, alter ego supereroistico del nipote Gilberto. Tra gli avversari che gli vengono opposti, oltre al già citato Macchia Nera, figurano i Bassotti, Pietro Gambadilegno e l'inventore criminale Spennacchiotto, probabilmente uno dei più ricorrenti. La serie Super Goof dura 74 numeri, chiudendo nel 1984, e si avvale anche dell'apporto di artisti come Pete Alvarado e Kay Wright.

### Edizioni estere
A queste storie si aggiunge anche la produzione per il mercato estero del Disney Studio; a essa collaborano anche autori come Luciano Bottaro, Romano Scarpa e Sergio Asteriti il quale realizza, su testi di Anne-Marie Dester, Super Pippo e i superpoteri a singhiozzo (Topolino n. 1043 del 23 novembre 1975). A parte questi contributi però, le storie italiane con il personaggio sono molto rare.
In Brasile (dove nel 1973 fa il suo esordio il personaggio di Paperbat, la versione supereroica di Paperoga) gli autori disneyani decidono di puntare soprattutto sulla comicità, ideando il Club dei supereroi, nel quale Super Pippo combatte il crimine in compagnia di SuperGilberto e di altri supereroi, molti dei quali creati proprio dagli autori brasiliani le cui storie supereroistiche sono considerate fra le migliori realizzate. Le avventure di Super Pippo e di questi altri supereroi vengono però abbandonate, con la fine delle produzioni brasiliane.
In Italia, Francesco Artibani (testi) e Alessandro Perina (disegni) riproposero il personaggio con Super Pippo e l'ultima arachide (Topolino n. 2234 del 22 settembre 1998), in cui Pippo sacrifica la sua ultima arachide per salvare Topolinia da un'invasione aliena guidata da un ragioniere licenziato, salvo poi scoprire che la sua piantina ha ricominciato a dare i suoi frutti sottoterra. Ritornato in auge il personaggio grazie anche al contributo iniziale di Massimo De Vita. Nel 2005, poi, gli viene affiancato un nuovo, estemporaneo, assistente, la strega Nocciola Vildibranda Crapomena, che, non riuscendo a convincere Super Pippo dell'esistenza delle streghe, lo convince invece di essere dotata di superpoteri, ottenendo l'invito di unirsi a lui nella lotta alle ingiustizie; seguono altre apparizioni del personaggio sulla testata Topolino, prima di apparire nella saga degli Ultraheroes nella quale fa squadra con altri supereroi ispirati ad altri supereroi dei fumetti (Iron Ciccius, per esempio, richiama Iron Man e Paper-Bat richiama Batman). Il corrispettivo disneyano della Justice League e dei Vendicatori deve combattere un gruppo di super-criminali denominato Bad-7, composto dai più temibili antagonisti del mondo Disney ispirati a personaggi dei fumetti d'oltreoceano: Gambadilegno ha quattro braccia meccaniche simili a quelli del Dottor Octopus, i piani di Spennacchiotto ricordano quelli di Lex Luthor, Zafire richiama Electro, Spectrus usa trucchi simili a quelli di Mysterio e Macchia Nera ha i poteri dell'Uomo Sabbia e dell'Uomo Acqua, e il loro nome della squadra è come i Sinistri Sei della Marvel e la Injustice League della DC; prima di trionfare al fianco dei compagni nella battaglia finale, Super Pippo affronta e sconfigge uno dei nemici di Paperinik, Inquinator, recuperando il primo Ultra-pod.

### Ristampe
Negli anni duemilaventi le principali storie di Super Pippo, assieme a quelle degli altri supereroi Disney, di provenienza sia italiana che estera, vengono ristampate sulla testata bimestrale "Il Club dei Supereroi".

## Filmografia

### House of Mouse
La ventitreesima puntata della seconda stagione della serie animata House of Mouse - Il Topoclub è interamente dedicata al personaggio, che fa così la sua prima e unica apparizione animata. Nel cartone è mostrata una diversa origine dell'eroe: Pippo, infatti, qui mangia un'arachide contaminata da una radiazione aliena. Sono comunque presenti tutti i tratti tipici, come il costume/pigiama e le arachidi nel cappello.

## Poteri e abilità
Superpippo è la parodia di Superman: doppia identità, super-forza, capacità di volare anche nel vuoto, super sensi, vista a raggi X, che attiva tirando una delle sue lunghe orecchie. Unico suo punto debole è la durata limitata della sua trasformazione in supereroe, per il quale, una volta tornato Pippo necessita di ingerire un'altra super-nocciolina.
In un episodio pubblicato su Topolino nel 1971, Superpippo subisce un raggiro da Spennacchiotto che gli propone un viaggio a ritroso nel tempo, illudendolo di poter sventare la carriera di un pericoloso criminale. Nel passato tuttavia - in quanto costituito da materia estranea, di un'altra epoca - si ritrova totalmente impotente e, nonostante conservi l'invulnerabilità, ogni oggetto con cui si scontra, anche lo sfiorare di una farfalla, sortisce su di lui un effetto micidiale.
A differenza di Clark Kent, alter ego di Superman nella vita comune, che si finge impacciato, Superpippo mantiene la sua proverbiale goffaggine, solo in parte attenuata nei panni del supereroe.